# Netscape 7
Netscape 7 byl proprietární multiplatformní balík webových aplikací vytvářený společností Netscape Communications Corporation a jejím majitelem, společností AOL. Byl pokračovatelem série webových prohlížečů Netscape po Netscape 6.
Balík obsahoval následující komponenty:
- webový prohlížeč
- e-mailový klient
- správu kontaktů
- HTML editor
- IRC klient
- klienta pro instant messaging

Balík byl později nahrazen prohlížečem Netscape Browser.

## Historie
Netscape 7.0 byl vydán 29. srpna 2002 a byl založen na balíku Mozilla Suite 1.0. Navíc obsahoval AOL Instant Messenger, ICQ klienta a Radio@Netscape. Mělo se jednat o balík pro koncové uživatele (na rozdíl od balíku Mozilla Suite, který měl být pouze pro testovací účely). Reálně se ale nesetkal s velkým ohlasem a uživatelé dávali přednost právě Mozilla Suite. Pozdější verze, 7.1, který byla založena na Mozilla Suite 1.4, se setkala se stejným (ne)zájmem.
AOL se v projektu Mozilla přestala angažovat 15. července 2003, kdy ukončila svou podporu projektu Mozilla a převedla jej na nově vzniklou nadaci Mozilla Foundation. 17. srpna 2004 byl uvolněn Netscape 7.2, který obsahoval prakticky tytéž funkce jako Netscape 7.1 a byl obohacen o lištu Netscape.
Ačkoliv se dlouho mělo za to, že Netscape 7.2 bude poslední produkt v sérii webových prohlížečů (balíku) Netscape, nakonec tomu tak není. V květnu 2005 byl uvolněn Netscape Browser 8.0, což je webový prohlížeč založený na Firefoxu.

## Přehled verzí
| Verze | Datum vydání      | Založeno na   |
| ----- | ----------------- | ------------- |
| 7.0   | 29. srpna 2002    | Mozilla 1.0.1 |
| 7.0.1 | 10. prosince 2002 | Mozilla 1.0.2 |
| 7.0.2 | 18. února 2003    | Mozilla 1.0.2 |
| 7.1   | 30. června 2003   | Mozilla 1.4   |
| 7.2   | 17. srpna 2004    | Mozilla 1.7   |